# أحمد رفعت باشا
أحمد رفعت باشا (8 ديسمبر 1825 – 15 مايو 1858) هو الابن الكبير لإبراهيم باشا ابن محمد علي. كان من المفترض ـ بموجب فرمان الوراثة ـ أن يتولّى حكم مصر بعد سعيد بن محمد علي بصفته أكبر أفراد الأسرة سنًا، ولكنه توفي في حادث.

## خلفية تاريخية
بعد مقتل عباس الأول وتولي سعيد العرش، برز نجم إسماعيل، الذي لقي عطفاً كبيراً من عمه الجالس على العرش، حيث ولاه رئاسة مجلس الأحكام (وهو أكبر هيئة قضائية في البلاد وقتذاك)، كما أوفده سنة 1855 إلى فرنسا لمقابلة الإمبراطور نابليون الثالث للحصول على وساطته لدى الدولة العثمانية لتوسيع استقلال مصر، وفي هذه الرحلة قابل إسماعيل باشا بابا الفاتيكان موفداً من سعيد، وكان موضع حفاوة وترحيب في كل من فرنسا أو الفاتيكان. وقد قام إسماعيل بكل ذلك رغم أنه لم يفكر يومًا في أن الصدفة ستوصله إلى عرش مصر بعد سعيد باشا لأن أخاه أحمد رفعت كان أكبر منه سنًا، وهو بالتالي أولى منه بالعرش.

## وفاة أحمد رفعت باشا
في سنة 1858، أقام سعيد باشا وليمة كبيرة بالإسكندرية دعا إليها جميع أمراء الأسرة، بمن فيهم ولي العهد رفعت باشا، وبعد انتهاء الوليمة عاد رفعت باشا وبصحبته الأمير عبد الحليم بن محمد علي وبعض رجال الحاشية بقطار خاص إلى القاهرة، وتصادف عند وصول القطار إلى كوبري كفر الزيات أن الكوبري كان مفتوحاً لمرور السفن، ولم ينتبه السائق لهذا الخطر، فسقط القطار في النيل وغرق كل من فيه إلا الأمير عبد الحليم باشا، وبذلك وجد إسماعيل نفسه فجأة وليًا للعهد بحكم فرمان الوراثة.

### نظرية المؤامرة
يقول البعض : أنه كانت هناك مؤامرة للإطاحة بالأمير أحمد رفعت، خاصة أن سعيد باشا كان يفضل عليه إسماعيل الذي جربه كثيرًا في إدارة بعض شئون الدولة وكان خير سند له، فعندما زار بلاد الشام عام 1859 ترك إسماعيل ـ وليس ولي عهده رفعت باشا ـ قائمقامًا بدله، وعندما سافر إلى الحجاز حل محله إسماعيل أثناء هذه الزيارة حتى أنه عيّنه سرداراً للجيش المصري بعد عودته، وعهد إليه بإخماد الفتنة بين بعض القبائل السودانية فوفق إسماعيل في ذلك. وفي 19 يناير 1863 توفي سعيد بعد فترة علاج طويلة من مرض السرطان، فانتقلت ولاية مصر إلى إسماعيل باشا.